# Cyclothea
Cyclothea är ett släkte av fjärilar. Cyclothea ingår i familjen mätare.
Kladogram enligt Catalogue of Life:
| Cyclothea | \| \| Cyclothea catathymia \| \| \| \| \| \| Cyclothea disjuncta \| \| \| \| \| \| Cyclothea exaereta \| \| \| \| |
|           | \| \| Cyclothea catathymia \| \| \| \| \| \| Cyclothea disjuncta \| \| \| \| \| \| Cyclothea exaereta \| \| \| \| |
|           | Cyclothea catathymia                                                                                              |
|           | |
|           | Cyclothea disjuncta                                                                                               |
|           | |
|           | Cyclothea exaereta                                                                                                |
|           | |